# Július 13.
Július 13. az év 194. (szökőévben 195.) napja a Gergely-naptár szerint. Az évből még 171 nap van hátra.
Névnapok: Jenő + Erneszt, Ernő, Harri, Hendrik, Henriett, Henrietta, Henrik, Indra, Jakab, Jákó, Jákob, Jakus, Milda, Perdita, Sára, Sári, Sarolta, Silás, Szilas, Szilvánusz, Szólát, Szórád, Szovát, Üdvöske

## Események
- 1793 – Saját fürdőszobájában leszúrják Jean-Paul Marat francia forradalmárt[1] (gyilkosa Charlotte Corday).
- 1849 – Az 1848–49-es forradalom és szabadságharc során Haynau táborszernagy osztrák császári hadereje bevonul a Görgei Artúr által kiürített Budára. Ugyanezen a napon Pest városát orosz cári csapatok szállják meg.
- 1969 – Elindul a Luna–15 holdszonda, de holdra szállása nem sikerül, becsapódik július 21-én.
- 1982 – Irán támadást indít Irak ellen és ezzel megfordítja az Irak–iráni háború menetét.
- 1985 – Live Aid monumentális segélykoncert Angliában és az Amerikai Egyesült Államokban.
- 1989 – George H. W. Bush amerikai elnök a Budapesten július 11-én megkezdett hivatalos látogatását befejezve távozik Magyarországról.
- 2015 – Mórahalom külterületén – a Magyar Honvédség műszaki alegységeinek bevonásával – kezdetét veszi az ideiglenes műszaki határzár építése a magyar–szerb határszakaszon. (A kormány június 17-én hozott határozatot a rendkívüli bevándorlási nyomás kezelésére, melyben elrendelte a zöldhatár átjárhatóságának megszüntetése érdekében egy 175 kilométer hosszúságú és 4 méter magasságú határőrizeti célú ideiglenes kerítés építését.)[2]
- 2016 – II. Erzsébet királynő a korábbi belügyminisztert, Theresa May-t bízza meg kormányalakítással, miután David Cameron miniszterelnök korábban benyújtotta lemondását.[3]
- 2024 – Merénylet Donald Trump ellen

## Sportesemények
Formula–1
- 1980 –  brit nagydíj, Brands Hatch - Győztes: Alan Jones (Williams Ford)
- 1986 –  brit nagydíj, Brands Hatch - Győztes: Nigel Mansell (Williams Honda Turbo)
- 1997 –  brit nagydíj, Silverstone - Győztes: Jacques Villeneuve (Williams Renault)

## Születések
- i. e. 100 – Caius Julius Caesar római politikus, hadvezér († i. e. 44)
- 1527 – John Dee angol matematikus, csillagász, asztrológus, geográfus, okkultista és I. Erzsébet királynő tanácsadója († 1608 vagy 1609)
- 1590 – X. Kelemen pápa  († 1676)
- 1607 – Václav Hollar cseh rézmetsző († 1677)
- 1727 – Johann Christoph Gatterer német történész, heraldikus († 1799)
- 1741 – Carl Hindenburg német matematikus († 1808)
- 1760 – Pauli (Pável) István katolikus pap, feltételezett író († 1829)
- 1816 – Gustav Freytag német író († 1895)
- 1876 – Szőnyi Ottó, régész, levéltáros, művészettörténész († 1937)
- 1883 – Hinko Smrekar szlovén festő, grafikus, karikaturista és illusztrátor († 1942)
- 1891 – Zimmer Ferenc hungarista országgyűlési képviselő († 1949)
- 1894 – Isaac Babel ukrán származású szovjet író, drámaíró, újságíró († 1940)
- 1897 – Kaesz Gyula magyar építész, belsőépítész, bútortervező, grafikus, főiskolai tanár, az Iparművészeti Főiskola rektora († 1967)
- 1901 – Basch Ferenc Antal, a magyarországi Volksbund vezetője († 1946)
- 1914 – Sam Hanks amerikai autóversenyző († 1994)
- 1918 – Alberto Ascari olasz autóversenyző († 1955)
- 1918 – Abodi Nagy Béla magyar festőművész († 2012)
- 1923 – Alexandre Astruc francia filmrendező († 2016)
- 1924 – Carlo Bergonzi olasz operaénekes (tenor) († 2014)
- 1925 – Orosz László magyar irodalomtörténész († 2016)
- 1927 – Katus László magyar történész († 2015)
- 1928 – Szűcs Jenő magyar történész († 1988)
- 1928 – Sven Davidson svájci teniszező († 2008)
- 1934 – Wole Soyinka joruba származású, főleg angol nyelven publikáló Nobel-díjas nigériai regényíró
- 1939 – Szabados György Kossuth-díjas  magyar zeneszerző († 2011)
- 1940 – Patrick Stewart angol színész
- 1942 – Harrison Ford Golden Globe-díjas amerikai színész
- 1942 – Macskássy Katalin Balázs Béla-díjas magyar filmrendező († 2008)
- 1943 – Jablonkay Mária magyar színésznő a Kecskeméti Katona József Nemzeti Színház örökös tagja († 2019)
- 1944 – Rubik Ernő Kossuth-díjas magyar feltaláló, a bűvös kocka feltalálója, a nemzet művésze
- 1948 – El Kazovszkij orosz származású Kossuth-díjas magyar festőművész, grafikus, díszlet- és jelmeztervező († 2008)
- 1950 – George Driver Nelson amerikai űrhajós
- 1953 – Kiskalmár Éva bemondó, műsorvezető, szerkesztő, riporter, újságíró, tanár
- 1954 – Sezen Aksu török énekesnő
- 1956 – Günther Jauch német újságíró, televíziós szerkesztő, műsorvezető
- 1957 – Thierry Boutsen belga autóversenyző
- 1959 – Lanstyák István magyar egyetemi oktató, felvidéki magyar nyelvész
- 1959 – Ács Miklós magyar filmrendező
- 1967 – Hargitai Iván színházi rendező
- 1968 – Meláth Andrea Liszt Ferenc-díjas magyar opera-énekesnő
- 1974 – Jarno Trulli olasz autóversenyző, Formula–1-es pilóta
- 1974 – Kiss Ernő Jászai Mari-díjas magyar színész
- 1976 – Sandra Kazikova cseh úszónő
- 1977 – Gustavo Lima portugál vitorlázó
- 1981 – Kovács Ágnes olimpiai bajnok úszó
- 1982 – Kristoffer Berntsson svéd műkorcsolyázó
- 1983 – Kristof Beyens belga atléta
- 1983 – Liu Hsziang olimpiai és világbajnok kínai atléta
- 1987 – Eva Rivas örmény énekesnő
- 1988 – Steven R. McQueen amerikai színész
- 2003 – Andrei Stănescu román alpesisíző, ifjúsági olimpikon

## Halálozások
- 939 – VII. Leó pápa
- 1024 – II. (Szent) Henrik német-római császár (* 973 körül)
- 1357 – Bartolo de Sassoferrato itáliai jogász, egyetemi tanár, heraldikus (* 1313–1314)
- 1399 – Erzsébet lengyel trónörökös, Jagelló litván nagyherceg, II. Ulászló néven iure uxoris lengyel király és I. (Szent) Hedvig lengyel királynő egyetlen gyermeke (* 1399)
- 1762 – James Bradley angol Királyi csillagász (* 1692)
- 1793 – Jean-Paul Marat francia forradalmár[1] (* 1743)
- 1797 – Emmanuel de Rohan-Polduc, a Máltai lovagrend 70. nagymestere (* 1725)
- 1876 – Mihail Alekszandrovics Bakunyin orosz anarchista vezető (* 1814)
- 1924 – Alfred Marshall brit közgazdász, a közgazdaságtan egyik alapító atyja (* 1842)
- 1951 – Arnold Schönberg osztrák zeneszerző (* 1874)
- 1954 – Frida Kahlo, egyéni hangú mexikói festőművész, közéleti szereplő, a 20. századi Mexikó emblematikus alakja (* 1907)
- 1972 – Kónya Lajos Kossuth-díjas magyar író, költő (* 1914)
- 1973 – Mészáros Károly gépészmérnök, közlekedési miniszterhelyettes, MÁV-vezérigazgató (* 1921)
- 1976 – Babolcsay György válogatott labdarúgó (* 1921)
- 1977 – Falu Tamás (eredeti nevén Balassa Lajos) magyar jogász, költő és regényíro (* 1881)
- 1988 – Gobbi Hilda Kossuth- és Jászai Mari-díjas magyar színművésznő (* 1913)
- 1993 – Árva János Jászai Mari-díjas magyar színész (* 1923)
- 1993 – Leslie Thorne brit autóversenyző (* 1916)
- 2004 – Sik Toma (er. Schük Tamás) béke-aktivista, pacifista–anarchista, teljes vegetáriánus (vegán) (* 1939)
- 2007 – Nagy László, a móri mészárlás egyik gyanúsítottja, a veszprémi postásgyilkosság elkövetője (* 1970)
- 2008 – Bronisław Geremek lengyel politikus, társadalomtudós, egyetemi tanár (* 1932)
- 2008 – Madaras Vilma magyar színésznő (* 1920)
- 2008 – Soós Edit magyar színésznő (* 1934)
- 2009 – Kovács János válogatott magyar kézilabdázó (* 1937)
- 2013 – Olvasztó Imre magyar gyerekszínész, az Indul a bakterház című film főszereplője (* 1966)
- 2015 – Haás Vander Péter magyar színész, szinkronszínész (* 1963)
- 2015 – Tordasi Ildikó magyar olimpiai bajnok vívó (* 1951)
- 2019 – Jablonkay Mária magyar színésznő a kecskeméti Katona József Színház örökös tagja (* 1943)
- 2022 – Harasztÿ István Kossuth-díjas magyar szobrászművész (* 1934)
- 2024 – Shannen Doherty amerikai színésznő (* 1971)

## Nemzeti ünnepek, emléknapok, világnapok
- Montenegró: a szabadság napja, állami ünnep